# پرده گردنی
پرده گردنی (انگلیسی: Webbed neck) به معنی وجود بخشی پرده مانند در قسمت پوست بین گردن و شانه است. این چین پوستی در دو طرف گردن در بیماری‌هایی مانند سندرم ترنر ، نشانگان نونان و ... دیده می‌شود.